# Ungnöt
Ungnöt är beteckningen på slaktkroppar av ungtjur, stut, ungko och kviga.
Normal viktgräns för ungnöt är 275-399,9 kg.